# 낙동중학교 축구부
낙동중학교 축구부는 낙동중학교 (부산)의 축구부로 부산 아이파크의 U-15팀이다.

## 역사
2015년 10월 23일 오후 6시에 낙동중학교에서 공식 창단식을 열며 낙동중학교 축구부를 창단하였다. 낙동중학교 축구부가 창단하는데 부산 아이파크가 기반 마련을 위해 힘 썼으며, 낙동중학교와 부산 아이파크의 훈련연습장의 거리가 5분 거리이기에 유소년 육성에 큰 이점을 지녔다.

## 같이 보기
- 낙동중학교
- 부산 아이파크
- 개성고등학교 축구부
- 부산 아이파크 U-12